# 山下義韶

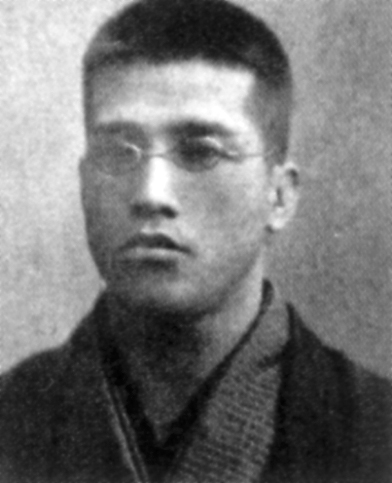
山下義韶

山下 義韶（やました よしつぐ、1865年3月13日（元治2年2月16日） - 1935年（昭和10年）10月26日）は、日本の柔道家。段位は講道館柔道十段、大日本武徳会柔道範士。講道館四天王の一人で、史上初めて十段位を授与された。

## 生涯

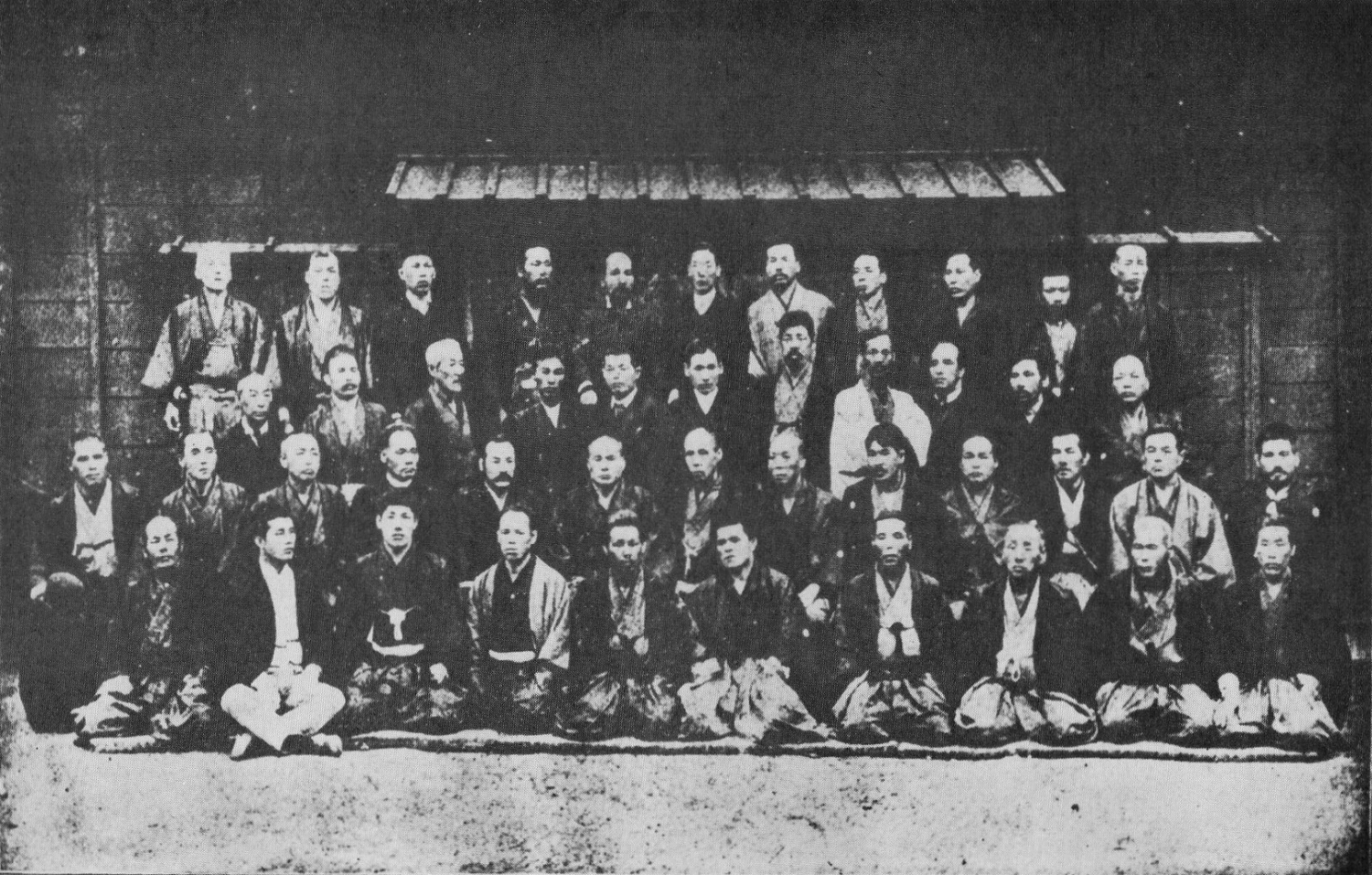
1888年（明治21年）頃の警視庁武術世話掛。最前列左から2人目が山下義韶

元治2年（1865年）2月16日(旧暦)、相模国小田原藩（現:神奈川県小田原市）の武芸の指南役の家系に生まれる。1884年（明治17年）8月14日、講道館に入門。横山作次郎、西郷四郎、富田常次郎と共に講道館四天王とされた。1889年（明治22年）、警視庁柔術世話掛、慶應義塾體育會柔道部師範となる。
1902年（明治35年）、アメリカシアトルに渡米、演武や講話を通じて柔道の普及に尽力。1905年（明治38年）3月29日、ワシントンD.C.で、ジョージ・グランドという体格ではるかに上回るレスラー（山下の身長162cm、体重68kgに対し、このレスラーは身長200cm、体重160kg）と試合をし、抑え込みで勝利した。これを見ていたセオドア・ルーズベルト大統領に認められ2年契約で合衆国海軍兵学校の教官となる。
1907年（明治40年）、契約期間満了に伴い帰国し、その後は講道館の指南役を務めた。1924年（大正13年）、警視庁捕手ノ形制定に尽力。
1934年（昭和9年）、皇太子殿下御誕生奉祝天覧武道大会において講道館投の形を演武した。
1935年（昭和10年）10月24日、嘉納治五郎より「終始一貫斯道ノ普及ニ務メソノ成果国内ニ遍ク遠ク海外ニモ及ビソノ功績極メテ顕著ナリ」とされ、講道館史上初となる十段を贈られる。
1935年（昭和10年）10月26日、死去。
墓所は戦災の影響などで資料が喪失しており、東京・新宿の常圓寺で昭和10年に葬儀が執り行われたことが判っている以外、所在地に関する詳細は一切不明とあるが、青山霊園にある。

## 段位称号
- 1884年（明治17年）11月、初段
- 1885年（明治18年）6月、二段
- 1885年（明治18年）9月、三段
- 1886年（明治19年）5月、四段
- 1893年（明治26年）1月15日、五段
- 1898年（明治31年）1月、六段
- 1904年（明治37年）10月23日、七段
- 1914年（大正3年）、柔道範士号（大日本武徳会）
- 1920年（大正9年）3月17日、八段
- 1930年（昭和5年）4月1日、九段
- 1935年（昭和10年）10月24日、十段

## モデルとしたフィクション
小説
- 姿三四郎 - 富田常雄の小説ならび、それを原作とする映像作品

山下をモデルにした津崎公平が登場する
映画
- 柔道一代シリーズ - 山下をモデルにした中山仙造が登場する（演：山本麟一）

ドラマ
- 柔道一代 (テレビドラマ) （1962年 - 1964年、TBS） - 山下をモデルにした山上義郎が登場する（演：宇南山宏）